# Dicranomyia apiceglabra
Dicranomyia apiceglabra là một loài ruồi trong họ Limoniidae. Chúng phân bố ở miền Tân bắc.